# Байцзэ

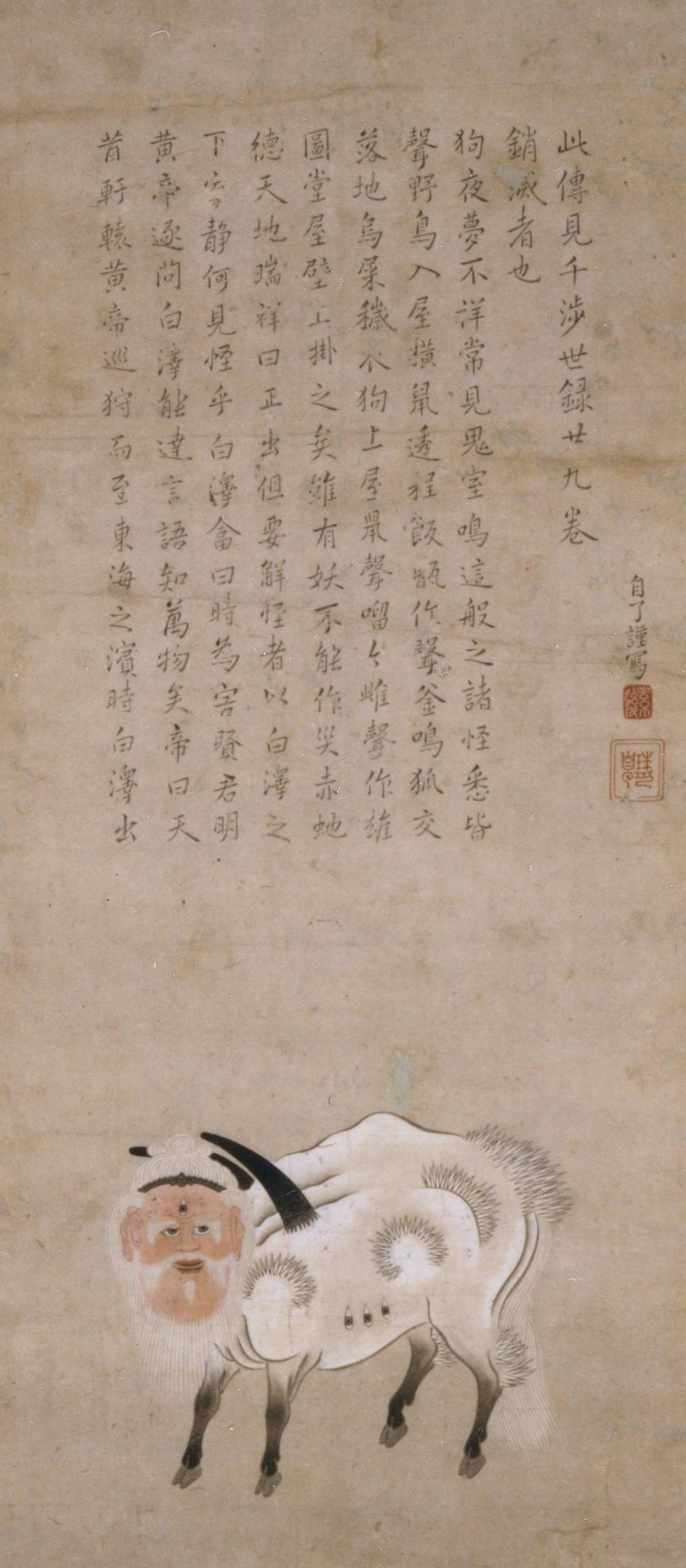
Средневековое японское изображение волшебного зверя Байцзе (Хакутаку) художником Гусукумой Сэйхо

Байцзэ (кит. трад. 白澤, упр. 白泽, пиньинь Baí Zé) или Хакутаку (яп. 白沢) — фантастическое существо в китайском и японском мифологическом пантеоне.

## В Китае
Согласно китайским преданиям, волшебного зверя Байцзэ встретил во время путешествия на морском берегу Небесный владыка (Жёлтый император) Хуан-ди. Внешне Байцзэ был похож на рогатого льва, говорил человеческим языком и был исключительно умён. Он рассказал Хуан-ди о всех 11 520 разновидностях нечистой силы, обитающей в горах, лесах, реках и озёрах Поднебесной империи. Никто, включая Небесного владыку, не обладал такой полнотой знаний о бесах, чудовищах, духах, демонах и других представителях сверхъестественных существ, как чудесный зверь Байцзэ.
По указанию Хуан-ди, со всех 11 520 чудовищ, привидений и духов сделали изображения в Небесной канцелярии.

## В Японии
В этой стране существа, сходные с китайским Байцзэ, называются кутабэ и хакутаку. Кутабэ, согласно легендам, обитают на горе Татэ в префектуре Тояма и способны предвидеть и предсказывать страшные засухи и неурожаи в ближайшие годы. Хакутаку же выглядит как буйвол, но с 9 глазами и 6 рогами, сидящий под деревом. Иногда имеет внешность 8-глазого льва. Хакутаку очень умён, понимает и отвечает на человеческую речь.

## Хакутаку в культуре и искусстве
В японской манге и аниме сериале «Хладнокровный Ходзуки» Хокутаку представлен в карикатурно-комедийном образе добродушным юношей, злоупотребляющим алкоголем и обожающим женщин. Манга и аниме были представлены в разное время в еженедельных десятках лучших бестселлеров в их соответствующих медиа. В 2012 году она была одной из 15 манг, номинированных на 5-ю премию Манга тайсё, и была выбрана жюри на 16 Japan Media Arts Festival. Эта манга была номинирована на 38-ю премия манги Коданся, и занимает пятое место на «Книга года» Media Factory в 2014 году.